# Tekeriš
Tekeriš (în sârbă Текериш) este un sat din Serbia. Este situat în comuna Loznica din districtul Mačva. Acest sat are o majoritate etnică sârbă, iar populația sa era de 370 de persoane, conform recensământului din 2002. Conform recensământului din 2011, populația sa era de 286 locuitori.

## Istorie
Tekeriš este renumit deoarece în apropiere a avut loc Bătălia de pe Muntele Cer, care a fost prima victorie a Antantei în Primul Război Mondial.
În sat se află un osuar de pomenire a celor căzuți în Bătălia de pe Muntele Cer și o biserică dedicată Sfântului Profet Ilie.